# Persia’s got talent

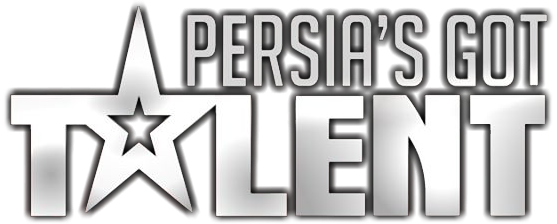
Logo (2020)

Persia’s Got Talent ist ein Spin-off der britischen Talentshow Got Talent, das sich an ein persischsprachiges Publikum auf der ganzen Welt richtet, hauptsächlich im Iran (auch Persien). Es wird außerhalb des Iran produziert und seit dem 31. Januar 2020 auf MBC Persia ausgestrahlt, das zum Middle East Broadcasting Center gehört. Die erste Staffel wurde in Schweden produziert, da es dort eine große persischsprachige Minderheit gibt.
Die Show wird vom Model Farzan Athari und der Schauspielerin Tara Grammy moderiert. Die Jury bildeten der iranische Popsänger Ebi, der Sänger Arash, die Schauspielerin Mahnaz Afshar und der Entertainer Nazanin Nour.